# Edward P. Costigan
Edward Prentiss Costigan, född 1 juli 1874 i King William County, Virginia, död 17 januari 1939 i Denver, Colorado, var en amerikansk politiker. Han representerade delstaten Colorado i USA:s senat 1931-1937.
Costigan flyttade 1877 till Colorado med sina föräldrar. Han växte upp i Ouray County. Han utexaminerades 1899 från Harvard University.
Costigan arbetade som advokat i Denver och gick med i republikanerna. Han bytte 1912 parti till Progressiva partiet. Han var det nya partiets guvernörskandidat 1912 och 1914. Först var han med om att förlora mot demokraten Elias M. Ammons och sedan mot republikanen George Alfred Carlson.
Costigan gick 1930 med i demokraterna. Partiet ställde upp honom i senatsvalet som han vann. Han efterträdde Lawrence C. Phipps som senator i mars 1931. Han efterträddes sex år senare av Edwin C. Johnson. Tillsammans med Robert F. Wagner försökte han få till stånd en federal lag mot lynchningar. Även om många stödde Costigans och Wagners lagförslag, lyckades politiker från sydstaterna blockera det. President Franklin D. Roosevelt var dessutom rädd för att förlora röster i sydstaterna i presidentvalet i USA 1936 och tog inte aktivt ställning för lagförslaget.
Costigan avled 1939 och gravsattes på Fairmount Cemetery i Denver.